# Дом пансиона Черниговской мужской гимназии
Дом пансиона Черниговской мужской гимназии или Дом бывшей мужской классической гимназии, в котором проходил Первый губернский съезд Советов рабочих, крестьянских и солдатских депутатов — памятник истории местного значения в Чернигове. Сейчас в здании размещается спортивное общество «Спартак».

## История
Решением исполкома Черниговского областного совета народных депутатов трудящихся от 31.05.1971 № 286 присвоен статус памятник истории местного значения с охранным № 54 под названием Дом бывшей мужской классической гимназии, в котором проходил Первый губернский съезд Советов рабочих, крестьянских и солдатских депутатов по адресу улица Горького дом № 5. Памятник расположен на территории историко-архитектурного заповедника «Чернигов древний».
Приказом Департамента культуры и туризма, национальностей и религий Черниговской областной государственной администрации от 12.11.2015 № 254 для памятника истории используется название Дом Черниговской мужской гимназии. Установлена новая мемориальная доска, где памятник именуется как Дом пансиона Черниговской мужской гимназии.

## Описание
В период 1821—1919 годы в доме губернатора (Музейная улица дом № 4) размещалась Черниговская классическая мужская гимназия. В 1850-1854 годы был построен дополнительный корпус — пансион с гимназическим спортзалом. В 1866 году пансион был закрыт и выкуплен гимназией, затем переоборудован для учебных классов. Во время Великой Отечественной войны 2-этажный корпус пансиона (между современными дома №№ 4 и 5А Музейной улицы) был разрушен.
В начале 20 века на территории Детинца был построен одноэтажный дом для спортзала гимназии. Затем появились 2-этажные пристройки, где разместились служебные помещения детско-юношеской спортивной школы, которые изменили первоначальный вид сооружения. 
Каменный, одно-двух-этажный, сложный в плане дом, площадью 420 м². Фасад украшен пилястрами (в том числе рустическими), увенчан треугольными фронтонами. Фасад выходит на северо-запад к исторической Екатериновской улице (сейчас часть Музейной улицы). 
13—17 апреля 1919 года в спортзале бывшей гимназии прошёл Первый губернский съезд Советов рабочих, крестьянских и солдатских депутатов. На съезд прибыли 212 делегатов от всех уездов губернии, среди них — 200 коммунистов. На съезде были рассмотрены отчет про работу губернского революционного комитета, поточный момент, земельный вопрос, отчет про деятельность отдела труда, отчет про профсоюзную работу, отчет про народное образование, финансовые вопросы и другие вопросы. Съезд избрал губернский исполнительный комитет в составе 25 человек (в т. ч. 23 коммуниста), в состав которого вошли Ю. М. Коцюбинский, Т. М. Коржиков, А. Ф. Риндич, Г. Ф. Лапчинский и другие.
В 1972 году на фасаде дома установлена мемориальная доска Первому губернскому съезду Советов рабочих, крестьянских и солдатских депутатов, ныне демонтирована (мрамор, 0,7×0,8 м).
Сейчас в здании размещается спортивное общество «Спартак».  